# OPDS
OPDS son las siglas en inglés de sistema de distribución para publicaciones abiertas (Open Publication Distribution System), una especificación técnica para generar catálogos electrónicos para la redifusión web de publicaciones digitales.
Se basa en el formato de redifusión Atom para la sindicación de contenido digital y permite la agregación, distribución, descubrimiento y adquisición de publicaciones electrónicas.
El formato fue impulsado por Internet Archive, O'Reilly Media, Feedbooks, OLPC. Iniciando su desarrollo en 2010, teniendo como última versión la 1.2 publicada en 2018.

## Clientes
Algunas aplicaciones que pueden entender OPDS son:
- Aldiko
- Mantano Reader
- FBReader
- Librera

## Servicios
Algunos servicios que ofrecen catálogo OPDS son:
- Calibre
- Internet Archive
- O'Reilly Media
- Feedbooks

## Ejemplo
Un ejemplo de catálogo OPDS:
```
<?xml version="1.0" encoding="UTF-8"?>

<feed
 
xmlns=
"http://www.w3.org/2005/Atom"

      
xmlns:dc=
"http://purl.org/dc/terms/"

      
xmlns:opds=
"http://opds-spec.org/2010/catalog"
>

  
<id>
urn:uuid:433a5d6a-0b8c-4933-af65-4ca4f02763eb
</id>

 

  
<link
 
rel=
"related"
 

        
href=
"/opds-catalogs/vampire.farming.xml"
 

        
type=
"application/atom+xml;profile=opds-catalog;kind=acquisition"
/>

  
<link
 
rel=
"self"
    

        
href=
"/opds-catalogs/unpopular.xml"

        
type=
"application/atom+xml;profile=opds-catalog;kind=acquisition"
/>

  
<link
 
rel=
"start"
   

        
href=
"/opds-catalogs/root.xml"

        
type=
"application/atom+xml;profile=opds-catalog;kind=navigation"
/>

  
<link
 
rel=
"up"
      

        
href=
"/opds-catalogs/root.xml"

        
type=
"application/atom+xml;profile=opds-catalog;kind=navigation"
/>

 

  
<title>
Unpopular
 
Publications
</title>

  
<updated>
2010-01-10T10:01:11Z
</updated>

  
<author>

    
<name>
Spec
 
Writer
</name>

    
<uri>
http://opds-spec.org
</uri>

  
</author>

 

  
<entry>

    
<title>
Bob,
 
Son
 
of
 
Bob
</title>

    
<id>
urn:uuid:6409a00b-7bf2-405e-826c-3fdff0fd0734
</id>

    
<updated>
2010-01-10T10:01:11Z
</updated>

    
<author>

      
<name>
Bob
 
the
 
Recursive
</name>

      
<uri>
http://opds-spec.org/authors/1285
</uri>

    
</author>

    
<dc:language>
en
</dc:language>

    
<dc:issued>
1917
</dc:issued>

    
<category
 
scheme=
"http://www.bisg.org/standards/bisac_subject/index.html"

              
term=
"FIC020000"

              
label=
"FICTION / Men's Adventure"
/>

    
<summary>
The
 
story
 
of
 
the
 
son
 
of
 
the
 
Bob
 
and
 
the
 
gallant
 
part
 
he
 
played
 
in

      
the
 
lives
 
of
 
a
 
man
 
and
 
a
 
woman.
</summary>

    
<link
 
rel=
"http://opds-spec.org/image"
     

          
href=
"/covers/4561.lrg.png"

          
type=
"image/png"
/>
 

    
<link
 
rel=
"http://opds-spec.org/image/thumbnail"
 

          
href=
"/covers/4561.thmb.gif"

          
type=
"image/gif"
/>

 

    
<link
 
rel=
"alternate"

          
href=
"/opds-catalogs/entries/4571.complete.xml"

          
type=
"application/atom+xml;type=entry;profile=opds-catalog"
 

          
title=
"Complete Catalog Entry for Bob, Son of Bob"
/>

 

    
<link
 
rel=
"http://opds-spec.org/acquisition"
 

          
href=
"/content/free/4561.epub"

          
type=
"application/epub+zip"
/>

    
<link
 
rel=
"http://opds-spec.org/acquisition"
 

          
href=
"/content/free/4561.mobi"

          
type=
"application/x-mobipocket-ebook"
/>

  
</entry>

 

  
<entry>

    
<title>
Modern
 
Online
 
Philately
</title>

    
<id>
urn:uuid:7b595b0c-e15c-4755-bf9a-b7019f5c1dab
</id>

    
<author>

      
<name>
Stampy
 
McGee
</name>

      
<uri>
http://opds-spec.org/authors/21285
</uri>

    
</author>

    
<author>

      
<name>
Alice
 
McGee
</name>

      
<uri>
http://opds-spec.org/authors/21284
</uri>

    
</author>

    
<author>

      
<name>
Harold
 
McGee
</name>

      
<uri>
http://opds-spec.org/authors/21283
</uri>

    
</author>

    
<updated>
2010-01-10T10:01:10Z
</updated>

    
<rights>
Copyright
 
(c)
 
2009,
 
Stampy
 
McGee
</rights>

    
<dc:identifier>
urn:isbn:978029536341X
</dc:identifier>

    
<dc:publisher>
StampMeOnline,
 
Inc.
</dc:publisher>

    
<dc:language>
en
</dc:language>

    
<dc:issued>
2009-10-01
</dc:issued>

    
<content
 
type=
"text"
>
The
 
definitive
 
reference
 
for
 
the
 
web-curious

      
philatelist.
</content>

    
<link
 
rel=
"http://opds-spec.org/image"
     

          
href=
"/covers/11241.lrg.jpg"

          
type=
"image/jpeg"
/>
 

 

    
<link
 
rel=
"http://opds-spec.org/acquisition/buy"
 

          
href=
"/content/buy/11241.epub"

          
type=
"application/epub+zip"
>

      
<opds:price
 
currencycode=
"USD"
>
18.99
</opds:price>

      
<opds:price
 
currencycode=
"GBP"
>
11.99
</opds:price>

    
</link>

  
</entry>

</feed>

```